# 爱与死 (电影)
《爱与死》（英語：Love and Death）是伍迪·艾伦1975年执导的喜剧片，伍迪·艾伦在其中饰演了男主角鲍里斯（Boris），黛安·基顿则饰演女主索妮娅（Sonja）。這两位生活在拿破崙時期的俄國人以拙劣又严肃的方式反复激辩哲学话题，影片以此戏谑地讽刺了俄国文学。伍迪·艾伦也认为这是他至今拍出最搞笑的作品。

## 情节
故事发生于拿破仑（詹姆斯·托根饰）称帝、法国入侵奥地利的拿破崙戰爭期间。鲍里斯·格鲁申克（Boris Grushenko，伍迪·艾伦饰）是一个懦弱的和平主义学究，却因战时需要被强征入伍。此时他一心爱着表姐索尼娅（Sonja，戴安·基顿饰），而后者即将嫁给一个鱼贩子，深感绝望的他随后由于一系列的偶然成为了战争英雄。回到家乡后，他立刻向索尼娅求婚，索尼娅虽不爱他，但明白他恐怕即将在一场约定的决斗中丧命，于是答应愿与他结婚。然而鲍里斯出人意料了活了下来，索尼娅也只得兑现诺言，婚后的两人一贫如洗却时常激辩哲学。其后，拿破仑的军队打到了他们附近，鲍里斯计划逃跑，而他的妻子则一心想着当年生孩子的计划，决定尝试刺杀拿破仑，以此击退法国。经过一番似是而非的哲学思辨后，鲍里斯勉强同意执行刺杀行动。两人的刺杀以失败告终，索尼娅逃过了围捕，而鲍里斯则被处以死刑，死前一个幻象告诉他他将得到上帝宽恕。

## 演员
- 伍迪·艾伦饰鲍里斯·格鲁申克（Boris Grushenko）
- 黛安·基顿饰索尼娅（Sonja）
- 詹姆斯·托根饰拿破仑
- 哈罗德·古尔德（英语：Harold Gould）饰伊万诺维奇（Anton lvanovich Lebedokov）
- 奥尔加·乔治斯-皮科（英语：Olga Georges-Picot）饰伯爵夫人亚历克斯亚历山德罗芙娜（Countess Alexandrovna）
- 兹威·斯库勒（英语：Zvee Scooler）饰父亲
- 杰西卡·哈珀（英语：Jessica Harper）饰娜塔莎（Natasha）
- 费奥多·阿特金（英语：Féodor Atkine）饰米克海尔·格鲁申克（Mikhail Grushenko）
- 伊夫·巴萨克（英语：Yves Barsacq）饰雷姆斯基（Rimsky）
- 布莱恩·科伯恩（英语：Brian Coburn (actor)）饰迪米特里（Dimitri）
- 托尼·杰（英语：Tony Jay）饰弗拉基米尔·马克西莫维奇（Vladimir Maximovitch）
- 霍华德·弗农（英语：Howard Vernon）饰军官列夫科（Gen. Leveque）
- 奥布里·莫里斯（英语：Aubrey Morris）饰四号士兵（Soldier 4）
- 阿尔弗雷德·拉特尔（英语：Alfred Lutter）饰年轻时的鲍里斯

## 制作
伍迪·艾伦并没在美国制作这部《爱与死》，而是选择了法国和匈牙利，在那里他必须抵抗恶劣天气，处理因此受损的负片，小心食物中毒和身体受伤，同时还要与不说英语的同事交流，这些人之间还可能语言不通。这些都让导演发誓再也不在美国之外的地方拍片，然而21年后，伍迪·艾伦打破了这一协定，在1996年拍出了《人人都说我爱你》，片中不少场面并不在美国本土完成。

## 风格
在伍迪·艾伦的电影创作史上，《爱与死》夹在了《傻瓜大闹科学城》和《安妮·霍尔》之间，它在很多方面象征着伍迪·艾伦在两种风格之间的转型。此外在整部片中，伍迪·艾伦多次向喜剧演员馬克思兄弟、鲍勃·霍普和卓别林致敬。
影片的场景和对话都戏仿了俄罗斯小说，特别是陀思妥耶夫斯基和托尔斯泰的作品，例如前者的《卡拉馬佐夫兄弟》、《罪与罚》、《白痴》，以及后者的《战争与和平》。其中包括在鲍里斯和其父亲的一场对话，其间每句台词都暗指或直接说出了一部陀思妥耶夫斯基的作品。
《爱与死》反复使用了苏联作曲家謝爾蓋·謝爾蓋耶維奇·普羅科菲耶夫的作品，这也增添了影片的俄国特色。特别是民歌《三套车》（[Troika] 错误：{{Lang}}：文本有斜体标记（帮助））和《基日中尉》（[Lieutenant Kijé] 错误：{{Lang}}：文本有斜体标记（帮助）），不仅在开场和结尾字幕复现，影片中段需要欢快主题的场景也采用了这些曲调。战争场面则伴随了爱森斯坦在《亚历山大·涅夫斯基》中也曾使用过的康塔塔，作者同样是普羅科菲耶夫。鲍里斯登上刑场的一幕则采用了普羅科菲耶夫的《三橘之恋》（[The Love for Three Oranges] 错误：{{Lang}}：文本有斜体标记（帮助））。
影片里一些幽默戏谑容易理解，但也有不少笑话需要观众对古典文学和当代欧洲电影的了解。例如黛安·基顿出现的最后一幕便显然是向英格玛·伯格曼的《假面》（1966）致敬，而一串石狮子的镜头则是戏仿了爱森斯坦的《战舰波将金号》，俄国抗击拿破仑军的一串场景同样是模仿了《战舰波将金号》著名的「敖德萨台阶」一幕。此外，在高潮场景中也有对伯格曼《第七封印》的模仿。

## 评价
影片在北美收入了月两千万美元，成为1975年最卖座电影中的第18名。在烂番茄网上，18名批评家，包括该站3位「顶级批评家」，都一直认为该片不错，打出了平均8.1的高分。
2008年9月，在英国《帝國雜誌》一项投票中，《爱与死》被评为影视最佳500的第301位。2003年10月，在英国《衛報》的投票中，该片也被读者选为伍迪·艾伦十部最佳中的第七。
而当年，在第25届柏林国际电影节上，该片赢得了「杰出艺术成就银熊奖」（Silver Bear for an outstanding artistic contribution）。
影评人罗杰·埃伯特给该片打了三星半，并做出了如下评价：

黛安·基顿小姐在《爱与死》中表现甚佳，或許是因为她树立並创造了角色的真实性格，不像她在其他不少伍迪·艾伦的作品中，只是作个陪衬……在很多细微的瞬间中，两位主角的表情必须完全正确，他们几乎都做到了。若仅有台词，難免少些幽默，但該片却將不少鏡頭對準人物面部表情。也就因此，这是部值得看的好片子，它的制作中包含了如此多的精緻、爱和疯狂。